# 北京条約
北京条約（ペキンじょうやく、Convention of Peking）は、1860年（咸豊10年）に清朝とイギリス（10月24日）・フランス（10月25日）連合軍、および清朝とロシア帝国（11月14日）が締結した条約。天津条約の批准交換と追加条約である。

## 経緯

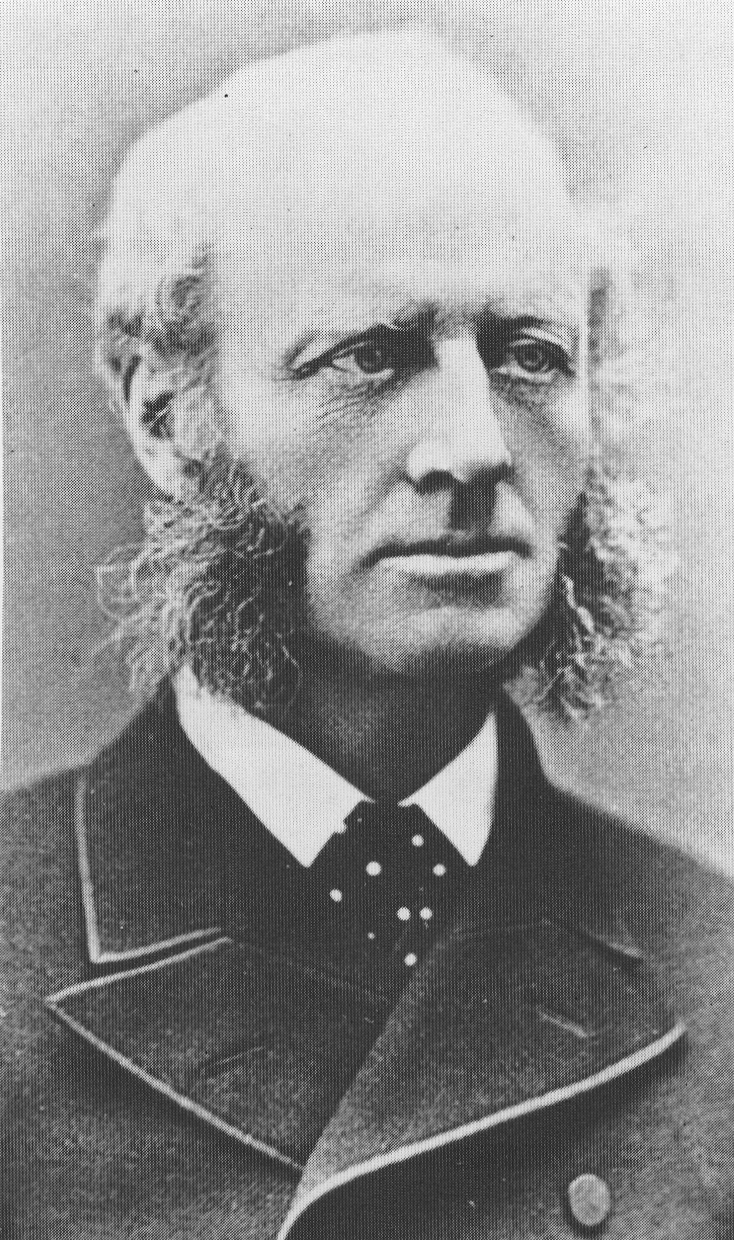
北京条約の原因となる事件に巻き込まれることになったパークス。割譲された九竜には彼の名が冠せられた通り「パークス通り」がある。

アロー戦争後に天津条約が結ばれ英仏軍が引き上げたが、この条約の結果では英仏は満足していなかった。また清の朝廷内部では条約に対する非難が高まり、清は条約に定められた1年以内の批准を拒んだ。このため英仏軍は再び天津に上陸、咸豊帝は熱河へ撤退し、北京を任された恭親王も英仏連合軍の侵攻が始まると表に出てこなくなった。北京を占領した連合軍は円明園を略奪し焼き払い、恭親王に最後通牒を送った。結局、ロシアの仲介で北京にあった礼部衙門において清と英仏連合軍との交渉が行われ、清とイギリス、清とフランスとの間に新たな条約が結ばれた。

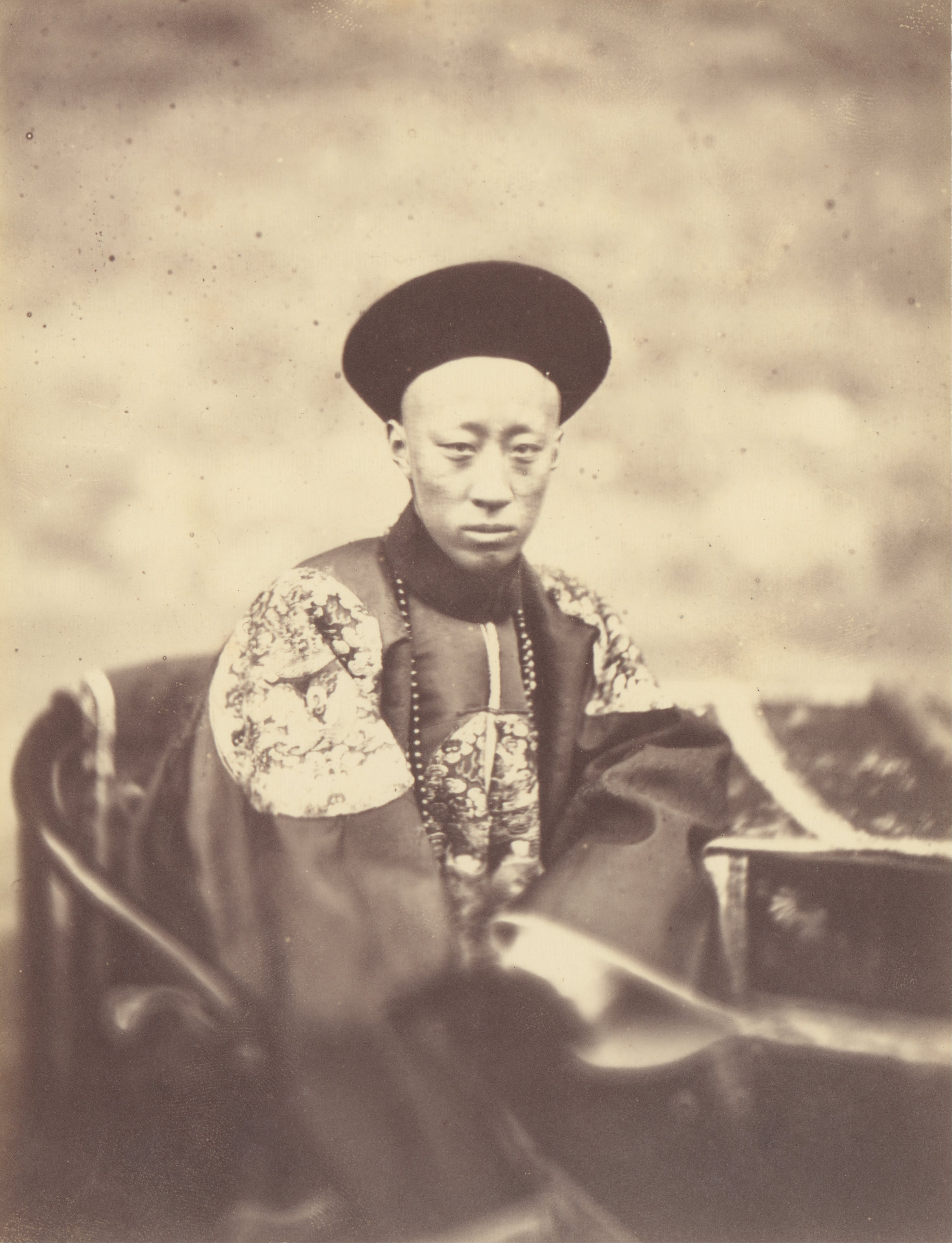
1860年11月2日 条約を締結した直後の恭親王奕訢

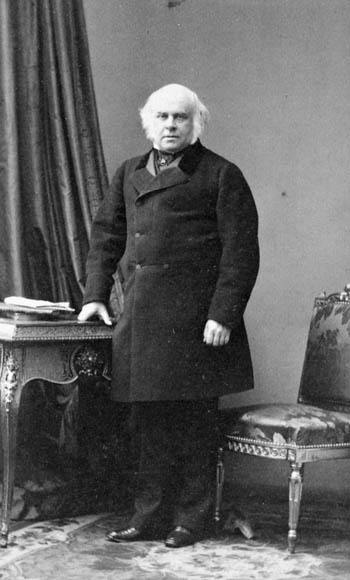
イギリス側代表エルギン伯爵

## 内容
この条約で、清朝は
1. 英仏への800万両の賠償金の支払い（天津条約で課せられた額600万両より増額）、
2. 天津条約の実施（北京への外交官の駐留等）、
3. 天津の開港、
4. 清朝による自国民の海外移住禁止政策の撤廃と移民公認

が定められた。また英仏個別の条項では、
1. 清朝が没収したフランスの教会財産の返還、

および
1. 英国へ九竜半島の南部九竜司地方（香港島に接する部分）を割譲

することが定められた。

## ロシアとの条約

### 満洲

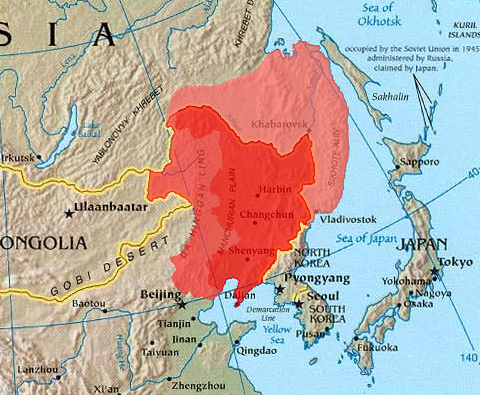
右側の薄い赤が外満洲：条約でロシア領と確定した部分。なお、ロシア帝国が設置した「沿海州」は「沿海地方」のほかオホーツク海沿岸全域に及んでいたことに注意すべきである。

ロシアは、まず清が認めていなかった1858年に締結されたアイグン条約の条文をだすことで、条約の効力を清に確認させた。これでアムール川左岸の領有権を確保する。さらに吉林将軍管轄区の一部である、図們江（以下「豆満江」）、ハンカ湖～ウスリー川以東アムール川以南の地域（東韃靼）が割譲された。アイグン条約では清とロシアの共同管理地となった地域であったが、この条約によってロシア領と確定された（第一条）。この条約のもと興凱湖界約（1861年）、琿春東界約（1886年）がむすばれて国境線がほぼ定まった。
ロシアはこの後すぐにウスリー川以東など広大な地域を沿海州に含め、すでに2年前から清に無断でそこに建設していたハバーロフカの領有を正当化するとともに、海參崴（ハイシェンワイ）にウラジオストクを建設した。そしてすでに設置していたアムール州などとあわせて1884年沿アムール総督府を設置することになる。

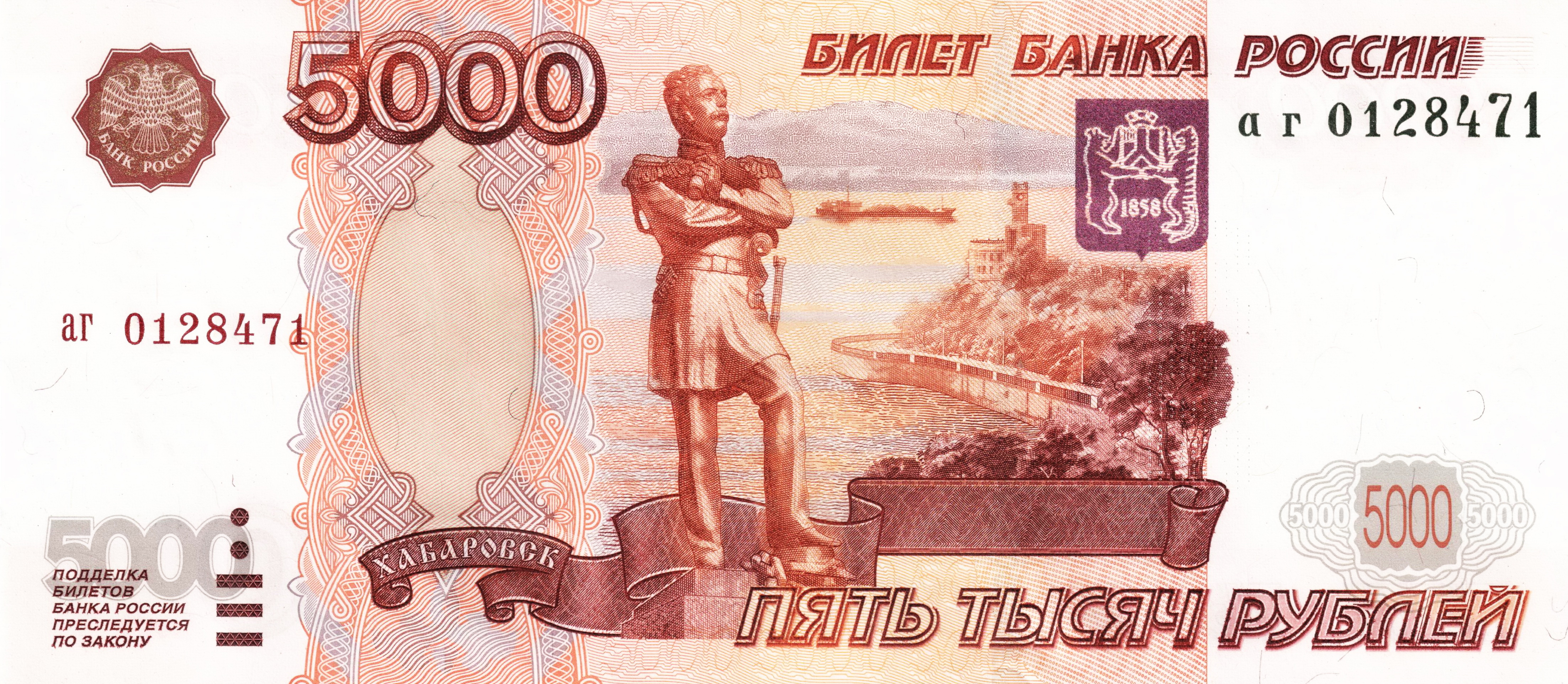
五千ルーブリ紙幣に「1858」の年号とともに描かれたハバーロフスク

豆満江が清と朝鮮との国境であったことから、清は日本海への出口を奪われたことになるが、琿春議定書（1886年）で豆満江の航行権（いわゆる「出海権」）が認められた。
なお国境について20世紀に入ってから、曖昧な部分を巡って中ソ紛争、張鼓峰事件、珍宝島事件が勃発している。張鼓峰事件では、その影響で中国にとって日本海への出口の豆満江が封鎖されてしまったが、1991年中ソ国境協定で再びそれが認められた。
最終的に国境は、中華人民共和国とロシア連邦とによる中露国境協定（2004年）で確定された。なお、1860年に清が鹿屯島を含む豆満江左岸をロシア領とする事を認めたが、朝鮮当局は朝鮮の領土を冊封体制とはいえ清が決定する事は越権であるとして鹿屯島問題が1883年に提起されたが、ロシア帝国は反応を見せなかった。1990年にはソビエト連邦と朝鮮民主主義人民共和国で鹿屯島がソビエト連邦領である事が合意され、ソ朝両国で国境の再確定が確認された。結果として鹿屯島は現在もロシア連邦に属する。

### トルキスタン
第二条でトルキスタンの境界を劃定することになり、のちにタルバガタイ条約（1864年9月）が結ばれ、国境線が天山山脈に東遷し、清はイシク・クルなどの広大な地域を割譲した。さらに付加条約として、1869年ホヴド界約、オリアスタイ界約などがむすばれ、タンヌ・オリアンハイ西部をも割譲した。（外西北）
トルキスタンはさらにイリ事件を迎えることになる。

### その他
また、ロシアはキャフタのほかウランバートル（中国名:庫倫（）、ロシア名:ウルガー(ru)）、張家口（ロシア名:カルガン）（第五条）、カシュガル（第六条）での商取引の自由を得た。ロシアはイリ、タルバガタイのほかカシュガルとウランバートルに領事館を設けた（第八条）。
なお、ソ連、ロシア連邦はこの条約（とアイグン条約）が不平等条約ではないと主張し、中国の一部の民族主義者の旧領返還要求を無視している。中華人民共和国はこの条約が不平等条約であるとは言っているが、前述のとおり、国境線はおよそこの条約に沿っており、ロシア領をロシア名で表記している。これに対して、中華民国は不平等条約である以上、全部無効であると主張しているため、大陸における満洲の地図でロシア名で示されている地名が、台湾におけるそこの地図では一部漢語名（満洲語名）に差し替えられている。ただしその地図においても国境線はあまり違いがない。